# Ellegarden
Ellegarden (escrita "ELLEGARDEN" pela banda) é uma banda de J-Rock criada em dezembro de 1998 em Chiba, Japão.
Composta pelo baterista Hirotaka Takahashi, pelo vocalista e guitarrista Takeshi Hosomi, pelo guitarrista Shinichi Ubakata, e o baixista Yuichi Takada. Seu nome é geralmente abreviado e chamado "Elle". A banda tem um som bastante semelhante ao de alguns grupos de pop punk americanos, e canta tanto em japonês quanto em inglês. Suas letras em inglês (a maioria escrita por Hosomi) são geralmente gramaticalmente corretas e pronunciadas perfeitamente. Na edição de verão de 2006 da revista americana de J-Rock purple Sky (p. 24), Takeshi foi citado dizendo que suas habilidades em inglês melhoraram pelo tempo que passou trabalhando como engenheiro de computação primeiramente em Oakland, California e posteriormente no Japão, onde tinha colegas que falavam inglês.
Ellegarden foi comparada à artistas famosos de estilo similar, especialmente Sum 41 (Ellegarden abriu os shows de fevereiro de 2005 da turnê japonesa de 2005 do Sum 41), Blink-182 e Good Charlotte.

## História
Tem início em 31 de Dezembro de 1998. Em 2001 lançam o primeiro mini-álbum ELLEGARDEN. Em 2004, o single Missing atinge o 20º lugar na Oricon. No ano seguinte, abrem os shows da turnê japonesa da banda SUM 41. Em 2006, lançam nos Estados Unidos o álbum RIOT ON THE GRILL. Participam também do SXSW, famoso festival americano, e fazem uma mini tour americana. Em 2008, após terem iniciado os trabalhos para mais um álbum da banda, os membros divergiram em como prosseguir, decidindo suspender os trabalhos e entrar num hiato por tempo indefinido, fato anunciado no site da banda.

## Membros
- Takeshi Hosomi (細美 武士 Hosomi Takeshi) - Vocal/Guitarra

Takeshi Hosomi é o principal compositor da banda. Quando pequeno morou por um tempo nos EUA, pois seu pai foi trabalhar em uma multinacional, aprendendo inglês, fato que influêncioou o seu jeito de compor as letras das músicas, já que frequentemente mistura o japonês ao inglês.
Hosomi é amigo de Masafumi Gotoh, do ASIAN KUNG-FU GENERATION, e de Atsushi Horie, do STRAIGHTENER, tendo escrito a música Niji (虹,arco-íris) após ver o arco-íris junto a eles.
Atualmente lidera a banda The HIATUS.
- Shinichi Ubataka (生形 真一 Ubataka Shin'ichi) - Guitarra/Backing Vocal

Shinichi Ubataka é o líder da banda. Compôs as músicas The End Of The World, Raindrops, Don't Trust Anyone But Us.
Faz parte da banda Nothing's Carved in Stone, junto com o baixista do STRAIGHTENER, Hidekazu Hinata.
- Yuichi Takada (高田 雄一 Takada Yuichi) - Baixo

Depois do hiato, Takada se juntou à banda de hardcore meaning.
- Hirotaka Takahashi (高橋 宏貴 Takahashi Hirotaka) - bateria

Ele é o padrinho da banda.
Formou o Scars Borough, com dois membros da banda minimal Hugg, Kyoko e MARCH.

## Discografia

### Álbuns
- Don't Trust Anyone But Us(3 de abril de 2002)
- Bring Your Board!!(2 de julho de 2003)
- Pepperoni Quattro(26 de maio de 2004)
- Riot on the Grill(20 de abril de 2005)
- Eleven Fire Crackers(8 de novembro de 2006)

### Compilações
- Figureheads Compilation (31 de julho de 2007)

### Mini Álbuns
- ELLEGARDEN (23 de maio de 2001)
- My Own Destruction (16 de outubro de 2002)

### Maxi Singles
- Bare Foot - 12 de outubro de 2001
- Ring - 20 de fevereiro de 2002
- Jitterbug - 12 de novembro de 2002
- Missing - 3 de novembro de 2004
- Space Sonic - 7 de dezembro de 2005
- Salamander - 9 de agosto de 2006

## Vídeo e DVD
- My Own Destruction Tour Bootleg VHS - 20 de março de 2003
- Bring Your Board!! Tour Bootleg II DVD - 26 de maio de 2004
- Bad for Education Tour Bootleg III DVD - 26 de fevereiro de 2005
- Doggy Bags - 9 de agosto de 2006
- ELEVEN FIRE CRACKERS TURE 2007 -After Party- 24 de outubro de 2007